# Ichneumon hypermelanos
Ichneumon hypermelanos là một loài tò vò trong họ Ichneumonidae.